# جو أوين
جو أوين (بالإنجليزية: Joe Owen)‏ هو متسابق دراجات نارية بريطاني، ولد في 13 سبتمبر 1956 في Ormskirk ‏ في المملكة المتحدة.